# Harc
Harc è un comune dell'Ungheria centro-meridionale di 903 abitanti (dati 2008). È situato nella contea di Tolna.